# Ungdomsförbundet Sveriges Flotta
Ungdomsförbundet Sveriges Flotta (USF) är en svensk ideell förening med syfte att genom sjöanknuten verksamhet skapa intresse hos ungdomar för allt som hör havet till, en stark svensk sjöfart samt ett starkt sjöförsvar. 
Ungdomsförbundet Sveriges Flotta var ursprungligen ungdomsavdelning inom Föreningen Sveriges Flotta som bildades 1905 på initiativ av dåvarande drottning Victoria. 1965 blev Ungdomsförbundet Sveriges Flotta en egen organisation med fortsatt nära samarbete med Föreningen Sveriges Flotta.
Idag 2010 bedrivs verksamheten inom Ungdomsförbundet Sveriges Flotta främst genom seglarläger runt omkring Sveriges kust. På ostkusten bedrivs läger på Vitsgarn som ligger i Haninge kommun, ön Skraggen som ligger utanför Täby kommun samt på Assö som är en av kursgårdarna på barnens ö. På västkusten bedriver västra distriktet verksamhet på Bohus-Björkö.
Ungdomsförbundet Sveriges Flotta centrala kansli är beläget på Skeppsholmen i Stockholm.